# Heath Low Level
Heath Low Level (ang: Heath Low Level railway station, wal: Lefel Isel y Mynydd Bychan) – stacja kolejowa w Cardiff, w Walii na Coryton Line. Jest to jedna z dwóch stacji obsługujących obszar Heath, obok drugiej Heath High Level położonej na Rhymney Line. Stacja posiada jeden peron krawędziowy, który ma jedno wejście dla osób niepełnosprawnych. Na peronie znajduje się murowana wiata oraz ławki. 
Usługi pasażerskie świadczone są przez Arriva Trains Wales w ramach sieci Valleys & Cardiff Local Routes.
Heath Low Level otwarto w 1911 roku przez Cardiff Railway. Po otwarciu stacja nazywała się Heath Halt.

## Połączenia
Od poniedziałku do soboty w czasie dnia istnieje połączenie co pół godziny do Cardiff Central i dalej do Radyr na Cardiff City Line i do Coryton w kierunku północnym. Wieczorami połączenie to jest utrzymywane z częstotliwością jeden pociąg na godzinę w każdym kierunku. W niedzielę pociągi nie kursują.

## Linie kolejowe
- Coryton Line